# Burgstall Heunenhügel
Der Turmhügel Heunenhügel, auch Heuneburg, früher auch fälschlich zugeordnet Altepurg genannt, ist eine abgegangene Höhenburg etwa 500 Meter östlich der Clingenburg bei Klingenberg am Main im unterfränkischen Landkreis Miltenberg in Bayern.

## Lage
Die Burg befand sich auf einem auslaufenden 270 m ü. NN hohen Sporn, der durch die scharfen Einschnitte der Kerbtäler der Seltenbachschlucht und der einlaufenden Heunenschlucht begrenzt wird. Von dieser bekam die Burgstelle auch ihren Namen: Heunenhügel. Sie liegt unterhalb der von Klingenberg nach Schmachtenberg führenden Landesstraße.

## Geschichte
Der Burgstall wird teilweise als Vorgängerburg der Clingenburg angesehen. Über die Burg und deren Geschichte ist fast nichts bekannt. Es wird vermutet, dass sie in einer Urkunde der Brüder Gottfried und Philipp von Bickenbach von 1295 genannt wird, wo es um den Zehnt, also Steuern, in dem Langen Thale geht, das sich „von der alten alten Burg (antiquo castro) gen Eschehe“ hinzieht. Das Wissen von der Lage der Burg wird durch die Spessartkarte aus dem Jahre 1562/1594 von Paul Pfinzing erhärtet, in der eine Burg am Zusammengehen der beiden Klingen dargestellt ist und als Altepurg bezeichnet wird.

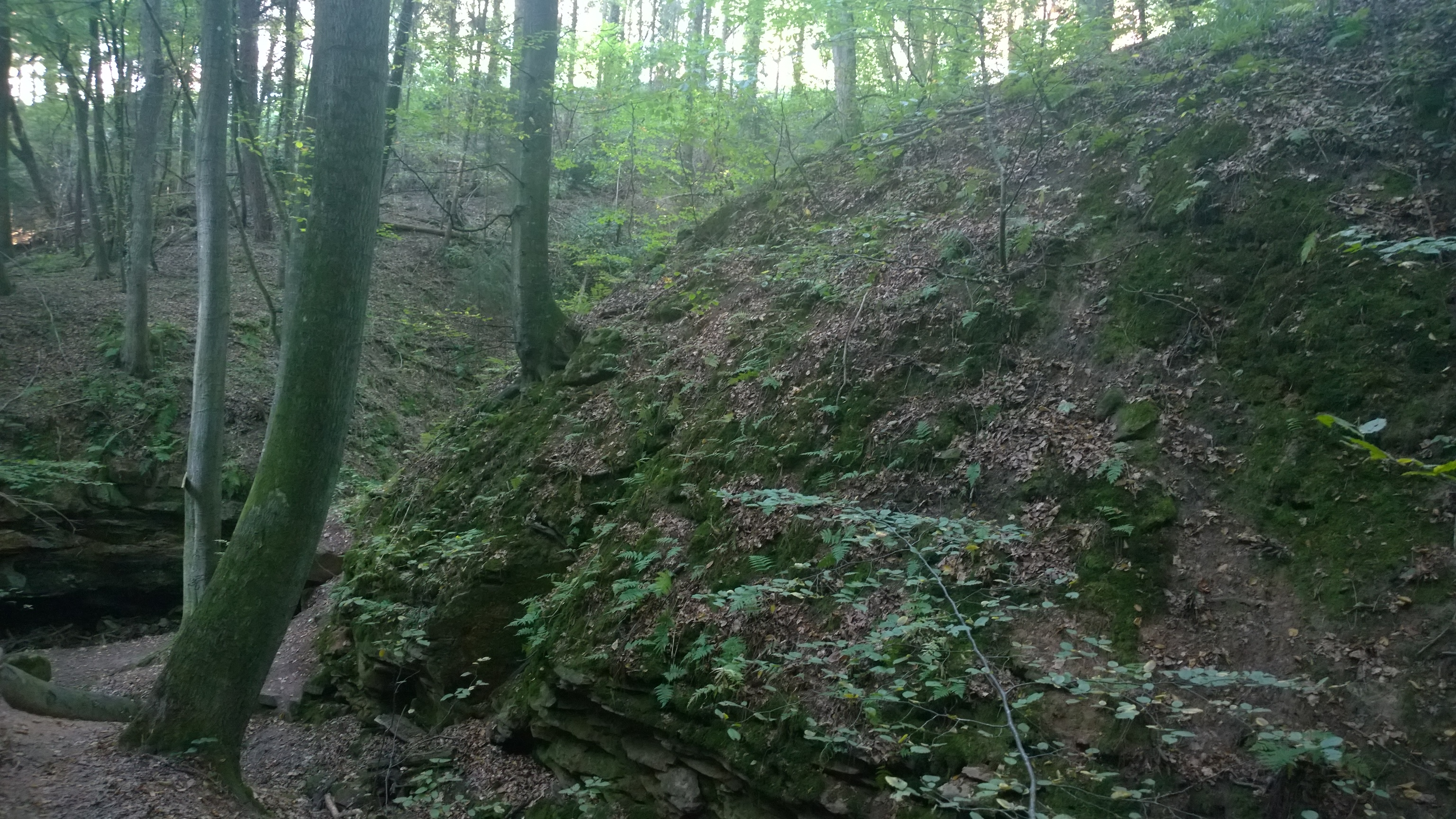
Sicht aus der Heunenschlucht, rechts der Sporn

Da sich die Burg auf dem engen Sporn in der Klingenberger Schlucht (Einmündung Heunenschlucht in die Seltenbachschlucht) befand, kann es sich wegen Platzmangels nur um eine sehr kleine Anlage gehandelt haben, vermutlich bestand die Burg nur aus einem Wohnturm. Von der ehemaligen Burganlage sind noch der Turmhügel und Reste des Halsgrabens erhalten. Geodaten lassen zwei Gebäudereste am südlichen Ende nahe dem Halsgraben vermuten, dieser ovale Bereich ist nahezu plan. Ein Turm könnte maximal einen Durchmesser von 10 Metern gehabt haben. Bis in die Gegenwart sollen noch Steinreste in diesem Bereich gestanden haben. Eine archäologische Untersuchung des Heunenhügels ist noch nicht erfolgt.
Wolfgang Hartmann, ehrenamtlich tätig als Kreisheimatpfleger und Kreisarchivpfleger im Landkreis Miltenberg und im Heimat- und Geschichtsverein Mömlingen e. V. aktiv, sieht dagegen eine Zuordnung zur Clingenburg kritisch und legt die Altepurg in den Bereich der ehemaligen Tonwerke Klingenberg. Er sieht den Heunenhügel als davon verschiedene Anlage.
Neben der Hainburg (auch Heinburg genannt, und der heutigen Alten Schanze zugeordnet) südlich der Clingenburg, eine Doppelanlage, bestehend aus einer vermutlich frühmittelalterlichen größeren Wallburg mit mehreren Wällen und einer inneren kleineren nahezu quadratischen hochmittelalterlichen Anlage, in der der neuzeitliche Aussichtsturm steht, vermutet er einen weiteren Burgstall in der Waldabteilung „Kühruh“.
Das Bodendenkmal ist unter der Nr. D-6-6221-0041 als Mittelalterlicher Turmhügel "Heunenhügel" qualifiziert. Dabei steht das Synonym Hügel nur für die Lage. Die kleine Burganlage war nicht als Motte gebaut.